# Neobisium babusnicae
Neobisium babusnicae är en spindeldjursart som beskrevs av Bozidar P.M. Curcic 1980. Neobisium babusnicae ingår i släktet Neobisium och familjen helplåtklokrypare. Inga underarter finns listade i Catalogue of Life.